# کوه فریکابا
کوه فریکابا (به انگلیسی: Mount Fricaba) یک کوه در ایالات متحده آمریکا است که در Olympic National Park واقع شده‌است. کوه فریکابا ۲٬۱۷۵٫۹۹ متر بالاتر از سطح دریا واقع شده‌است.